# Bentzin
Bentzin é um município da Alemanha, situado no distrito de Vorpommern-Greifswald, no estado de Mecklemburgo-Pomerânia Ocidental. Tem 38,76 km² de área, e sua população em 2019 foi estimada em 846 habitantes.